# ミュージックソー

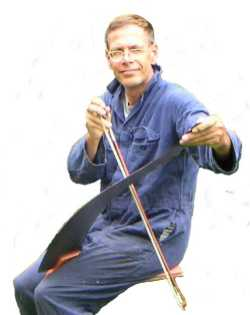
ミュージックソーの演奏

ミュージックソーは、体鳴楽器のひとつ。ミュージカル・ソー（英: Musical saw）、シンギング・ソー（英: Singing saw）とも呼ばれる。ジャグ・バンドなどでの演奏にも使用される。
西洋鋸によく似ているが、刃は付いていないか、付いていても目立てされていないので切断に用いることはできない。

## 一般的な奏法
- 奏者はイスに腰をかけて鋸のハンドル部分を両膝ではさみ右手もしくは左手で台形をした鉄板部分の先端をつまむ
- このとき刃の付いている楽器ではそれを自分の方にむけておく
- 空いた手に撥（マレット）またはヴァイオリン等の弓を持つ[1]
- 鉄板部分を持った指に力を入れて鉄板をたわませ、S字カーブを描くよう曲げる
- このときS字の下方の半円部分の天辺あたりがもっとも音の出るポイントとなる。
  - 撥で演奏する場合には鋸の平面部分を叩く
  - 弓で演奏する場合には鋸の背（つるつるしている面）を一弦のチェロのようにこする
- このときS字をホールドしたままで鋸の角度を変えると音の高さが自在に変化する[3]。
- ハンドル部分を挟んだ膝を震わせると音にヴィブラートがかかり音が伸びる。膝をゆらさず刃先をつまんだ腕を震わせても同様の効果がある。

以上がいわゆる一般的な奏法だが、世界各国の愛好家はそれぞれ、独自の演奏法を開発しており、「メソッドがないのがメソッド」である楽器ともいえる。
なお、切断用の鋸を用いて演奏することもできるが音域が狭く鉄板部分も固いので扱いが難しい。

## 起源
様々な説があり、一概に断じることは出来ない。中国人演奏家李芳騰が1960年代にリリースしたレコードのライナーノーツに、その昔胡弓をたしなむ木こりが、ある日自分の鋸をその弓で弾いたところ面白い音が出た、とある。

## 日本のミュージックソー
日本には明治時代に伝来し、大正時代に一度流行した。第二次大戦中は廃れ、戦後復活した。現代ではプロフェッショナル・アマチュアを問わず数多くの演奏家が、女性の歌声や胡弓に似るとされる音を愛好している。
また、1993年には、都家歌六を会長として「日本のこぎり音楽協会」が設立された。

## エピソード
- 関西人にとっては、「お〜ま〜え〜は〜あ〜ほ〜か〜」という、横山ホットブラザーズの漫才のラストでのフレーズで有名である[7]。
- NHKテレビが「らも・ちち関西夜話」という、中島らもとチチ松村が出演する番組を放送した際、松村がノコギリを持参して弾いてみせたが、ノコギリを渡された中島はまったく弾くことができなかった。一方、ゲストの松尾貴史はすぐコツを掴んで、「お〜ま〜え〜は〜あ〜ほ〜か〜」を弾いた。